# BHP
BHP (oude naam: BHP Billiton) is het mijnbouwbedrijf dat in 2001 ontstond door de fusie van het Australische Broken Hill Proprietary en het Britse Billiton. Daarbij werd het grootste mijnbouwbedrijf ter wereld gevormd.

## Activiteiten
BHP is een van de grote mijnbouwbedrijven wereldwijd. De belangrijkste producten zijn ijzererts, steenkool voor de staalindustrie, koper, nikkel en vanaf 2026 ook potas. In het gebroken boekjaar 2022/23, dat loopt van 1 juli tot en met 30 juni, produceerde het bedrijf zo'n 250 miljoen ton ijzererts, 60 miljoen ton steenkool  en 1,7 miljoen ton koper. De omzet bestond voor de helft uit ijzererts verkopen, voor 30% uit koper en 20% uit steenkool. Het had nog andere mineralen in portefeuille, maar deze zijn in mei 2015 ondergebracht in South32 en vervolgens afgestoten.
Het ijzererts wordt bijna uitsluitend in het westen van Australië geproduceerd. Verder is Chili een belangrijke productielocatie, maar dan vooral voor koper. In dit land heeft BHP een aandelenbelang van 57,5% in de Escondida kopermijn en verder is het de enige eigenaar van de Spence en Cerro Colorado mijnen. De steenkoolwinning is in handen van BHP Mitsubishi Alliance (BMA), waarin BHP de helft van de aandelen houdt. In deze twee landen ligt het zwaartepunt van de activiteiten.
De producten worden wereldwijd verkocht. De Volksrepubliek China is veruit de belangrijkste klant en neemt zo'n 60% van de omzet af. Grote verkoopkantoren van BHP zijn gevestigd in Singapore en Houston in de Verenigde Staten. Het hoofdkantoor staat in Melbourne.
Het bedrijf had vanaf de fusie in juni 2001 tot januari 2022 twee moedermaatschappijen, BHP Group Limited en BHP Group Plc, die allebei een eigen beursnotering hadden. Op 31 januari 2022 werd deze structuur aangepast. BHP Group Plc werd een dochterbedrijf van BHP Group Limited die als enige moedermaatschappij bleef bestaan. De belangrijkste effectenbeurs is die van Australië en door deze wijziging verloor BHP zijn positie in de FTSE 100 aandelenindex.

## Geschiedenis
Op 9 juni 2001 fuseerde Broken Hill Proprietary met Billiton. De transactie werd in aandelen verrekend en na de fusie hadden de oud Broken Hill Proprietary aandeelhouders 58% van de nieuwe combinatie en de Billiton aandeelhouders 42%. Op het moment van de aankondiging van de fusie hadden de twee een gezamenlijke beurswaarde van US$ 28 miljard. Sindsdien vormen de twee samen het grootste mijnbouwbedrijf ter wereld.

### Broken Hill Proprietary
Het Australische mijnbouwbedrijf Broken Hill Proprietary werd opgericht in 1885 en beheerde oorspronkelijk een zilver-, lood- en zinkmijn in Broken Hill in het Australische New South Wales. Het bedrijf stapte ook in de staal- en petroleumindustrie en breidde wereldwijd uit.
In 1899 leasete BHP een ijzerertsmijn waarna het in 1915 ook staal ging produceren, voornamelijk in Newcastle. Het bedrijf diversifieerde vervolgens verder en opende steenkool- en steenmijnen, kocht staalbedrijven op en bouwde een scheepsvloot uit.
In 1935 werd de staalproductie nog opgevoerd en enkele jaren daarna werd ook een hoogoven gebouwd en een scheepswerf aangelegd. In 1967 stapte Broken Hill Proprietary ook in de petroleumnijverheid toen in de Straat Bass tussen Australië en Tasmanië een enorm olieveld werd gevonden. In de volgende decennia investeerde het bedrijf meer en meer in het buitenland, waaronder Papoea-Nieuw-Guinea, de Verenigde Staten, Chili en Canada. In 1999 werd de relatief kleine staalfabriek in Newcastle gesloten. In 2000 werd de langstaalafdeling afgesplitst in OneSteel. Het jaar daarop volgde dan de fusie met Billiton. In 2002 werd daarvan de vlakstaalafdeling afgesplitst in BHP Steel. In 2003 veranderde de naam van dat bedrijf in BlueScope Steel.

### Billiton
De Billiton Maatschappij was een van oorsprong Nederlands bedrijf dat oorspronkelijk tin ontgon op het Indonesische eiland Billiton, vanwaar de naam. Het bedrijf groeide wereldwijd, zeker na de overname door Royal Dutch Shell in 1970.
De NV Billiton werd gevormd op 29 september 1860 in Den Haag. Twee maanden later verkreeg het bedrijf een ontginningsconcessie voor het eiland Billiton in Nederlands-Indië. Aldaar werden alle bestaande tinmijnen overgenomen. Het gedolven tin- en looderts werd in Nederland verwerkt. In de jaren 1940 werden ook bauxietmijnen geopend in Nederlands-Indië en Suriname. Het hoofdkantoor was gevestigd in Tanjung Pandan, de hoofdstad van Belitung (Billiton). In het gebouw is heden ten dage een hotel gevestigd met de naam Hotel Billiton.
In 1970 werd Billiton overgenomen door oliebedrijf Royal Dutch Shell. In de jaren 1990 werd de tin- en loodsmelterij in het Nederlandse Arnhem stopgezet. Dat decennium groeide het bedrijf wereldwijd. Billiton omvatte aluminiumsmelterijen in Zuid-Afrika en Mozambique, nikkelmijnen in Australië en Colombia, metaalmijnen in Zuid-Amerika, Canada en Zuid-Afrika, steenkoolmijnen in Australië, Colombia en Zuid-Afrika en aandelen in mijnen in Brazilië, Suriname, Australië en Zuid-Afrika.
In 1994 verkocht Shell zijn mijnbouwactiviteiten aan Gencor Limited in Zuid-Afrika. Gencor splitste in 1997 de mijnbouwactiviteiten van niet-edelmetalen af in een beursgang op de beurs van Londen onder de naam Billiton plc.

### BHP
In 2011 gaf BHP Billiton zo’n US$ 20 miljard uit aan acquisities in het Amerikaanse onconventionele olie- en gassegment. Het bedrijf betaalde US$ 4,75 miljard voor de overname van Amerikaanse belangen van Chesapeake Energy in 2011 en kocht in dat jaar ook oliebelangen in Texas en Louisiana van Petrohawk. BHP Biliton heeft in de jaren daarna fors moeten afschrijven op deze overnames omdat de waarde ervan sterk is gedaald. De olie- en gasactiviteiten leverden in 2013 na ijzererts de grootste bijdrage aan de omzet van het bedrijf.
In maart 2014 maakte BHP Billiton bekend de mijnbouwactiviteiten te willen concentreren op steenkool, ijzererts, koper en energie. De overige activiteiten, zoals bauxiet, aluminium en nikkel zullen worden afgestoten. Het was een stap om de organisatie te vereenvoudigen. In mei 2015 werd de afsplitsing een feit en kreeg het nieuwe bedrijf South32 een eigen beursnotering. In de twee voorgaande jaren heeft het bedrijf al diverse belangen afgestoten met een totale waarde van US$ 5,2 miljard waaronder een koper- en diamantmijn in Noord-Amerika en een uraniumproject in Australië.
In mei 2017 werd de naam gewijzigd van BHP Billiton naar BHP.
In augustus 2017 werden de Amerikaanse schalie-olie activiteiten te koop aangeboden. Het bedrijf heeft een behoorlijke miskoop gedaan, door veel geld uit te geven vlak voordat de olieprijs een duikeling maakte. De verkoop zal veel minder opbrengen dan BHP zelf heeft betaald. Op 27 juli 2018 werd BP aangewezen als koper van de Amerikaanse activiteiten op het vaste land. Het Britse bedrijf betaalde hiervoor US$ 10,5 miljard en de transactie werd op 31 oktober 2018 afgerond. Een kleiner onderdeel werd voor US$ 300 miljoen verkocht aan Merit Energy.
In november 2021 bereikte BHP overeenstemming met het Australische olie- en gasbedrijf Woodside Energy. BHP Petroleum is overgegaan naar Woodside in ruil voor aandelen. De transactie werd op 1 juni 2022 afgerond en BHP kreeg bijna de helft van de aandelen Woodside in handen.
Medio 2021 besloot BHP het Jansen project in Canada te ontwikkelen. Op 140 kilometer ten oosten van Saskatoon, Saskatchewan, is een grote hoeveelheid potas aangetoond en BHP wil deze reserve gaan exploiteren. Eerst wilde BHP dit doen in samenwerking met Nutrien, maar besloot uiteindelijk het project alleen te doen. De bouw van de eerste fase is al vergevorderd en de productie zal in 2026 starten. In oktober 2023 besloot BHP tot een verdere uitbreiding. Wanneer de tweede fase is afgerond in 2029 dan heeft Jansen een jaarcapaciteit van 8,5 miljoen ton potas. Dit hele project vergt een investering van ruim US$ 10 miljard. Potas is een belangrijk bestanddeel in kunstmest.
In mei 2022 verkocht BHP het 80% aandelenbelang in BHP Mitsui Coal (BMC). BMC richt zich op kolen voor energiecentrales en dit bedrijfsonderdeel is overgegaan naar Stanmore Resources Limited.
Een jaar later werd de overname van OZ Minerals afgerond. BHP kocht dit bedrijf voor US$ 6,4 miljard en versterkt daarmee zijn positie in de markt voor koper en nikkel.

## Ongevallen
BHP kwam samen met het bedrijf Vale in diskrediet toen op 5 november 2015 een dam brak van afvalwaterbassin in Mariana. Door de dambreuk stroomde vijftig miljoen ton vervuil water en modder weg. De modder overspoelde het dorp Bento Rodrigues en hierbij vielen minstens 12 doden en verschillende gewonden. Daarnaast is er ook enorme milieuschade doordat het gif ook de rivier Rio Doce heeft bereikt.